# HSDPA
La tecnologia HSDPA (High Speed Downlink Packet Access) és l'optimització de la tecnologia espectral UMTS/WCDMA, inclosa en les especificacions de 3GPP release 5 i consisteix en un nou canal compartit en l'enllaç descendent (downlink) que millora significativament la capacitat màxima de transferència d'informació podent assolir-se taxes de fins a 14 Mbps.
És l'evolució de la tercera generació (3G) de tecnologia mòbil, anomenada 3.5G, i es considera el pas previ abans de la quarta generació (4G), la futura integració de xarxes. Actualment es desenvolupa l'especificació 3.9G abans del llançament de 4G. És totalment compatible en sentit invers amb WCDMA i aplicacions riques en multimèdia desenvolupades per a WCDMA funcionaran amb HSDPA. La majoria dels proveïdors UMTS donen suport a HSDPA.

## Tecnologia
HSDPA porta a les xarxes WCDMA el màxim potencial en la prestació de serveis de banda ampla, mitjançant un augment en la capacitat de dades cel·lulars, amb throughput més elevat. De la mateixa manera que UMTS incrementa l'eficiència espectral en comparació amb GPRS, HSDPA incrementa l'eficiència espectral en comparació amb WCDMA. L'eficiència espectral i les velocitats augmentades no només habiliten noves classes d'aplicacions, sinó que a més permet que la xarxa sigui utilitzada simultàniament per un nombre major d'usuaris; HSDPA proveeix de tres a quatre vegades més capacitat que WCDMA. Quant a la interfície de les aplicacions en temps real com videoconferència i jocs entre múltiples jugadors, actualitza a la tecnologia WCDMA en escurçar la latència de la xarxa (es preveuen menys de 100 ms), brindant així millors temps de resposta.
Assoleix les seves elevades taxes de velocitat gràcies a l'agregat de modulació de major ordre (Modulació d'Amplitud en Quadratura 16 -16 QAM), codificació variable d'errors i redundància incremental, així com la introducció de noves i potents tècniques com programació ràpida. A més, HSDPA empra un eficient mecanisme de programació per determinar quin usuari obtindrà recursos. Estan programades diverses optimitzacions per a HSDPA que augmentaran encara més les capacitats d'UMTS/HSDPA, començant amb un enllaç ascendent optimitzat HSUPA, receptors avançats i antenes intel·ligents/MIMO.
Finalment, comparteix els seus canals d'alta velocitat entre els usuaris del mateix domini de temps, la qual cosa representa l'enfocament més eficient.

## Implementació
La majoria dels operadors de 3G ofereixen aquesta tecnologia a la seva xarxa. La principal utilitat del servei és accés a internet amb major amplada de banda i menor latència. Això permet navegar, fer descàrregues de correu electrònic, música i vídeo a major velocitat. Els operadors han enfocat el servei com un accés mòbil a Internet de banda ampla per a ordinadors portàtils.
El principal objectiu de HSDPA és el d'aconseguir una amplada de banda major. La compatibilitat és crítica, així que els dissenyadors de HSDPA van utilitzar una filosofia evolutiva. HSDPA bàsicament és igual a la versió 99 d'UMTS (R99), amb l'addició d'una entitat de repetició/scheduling dins del Node-B que resideix sota de la capa de control d'accés al mig de R99 (Mac). Les tècniques R99 es poden suportar en una xarxa HSDPA, ja que els terminals mòbils de HSDPA (anomenats User Equipment o UE's) es dissenyen per coexistir amb R99 UE's.
Tècnicament, els principis operatius bàsics de HSDPA són fàcils d'entendre. L'RNC encamina els paquets de dades destinats per a un UE particular al Node-B apropiat. El Node-B pren els paquets de dades i programa la seva transmissió al terminal mòbil aparellant la prioritat de l'usuari i l'ambient de funcionament estimat del canal amb un esquema apropiadament elegit de codificació i de modulació (és a dir, el 16QAM).
La UE és responsable de reconèixer l'arribada dels paquets de dades i de proporcionar al Node-B informació sobre el canal, control d'energia, etc. Una vegada que enviï el paquet de dades a la UE, el Node-B espera un assentiment. Si no en rep un dins d'un temps prescrit, assumeix que el paquet de dades s'ha perdut i el retransmet.
La base que processa el xassís (CPC) és la pedra angular del Node-B. Conté el transmissor-receptor de RF, el combinador, la targeta de la interfície de xarxa i el control del sistema, la targeta de timming, la targeta del canal i la placa base. D'aquests elements de CPC, només la targeta del canal necessita ser modificada per donar suport a HSDPA.
La targeta típica del canal d'UMTS inclou un processador d'ús general que gestiona les tasques de control. En canvi per suportar HSDPA, s'han de realitzar dos canvis a la targeta del canal. Primer, la capacitat de xip de l'enllaç descendent (downlink xip-rate ASIC, o ASSP) s'ha de modificar per donar suport als nous esquemes de la modulació 16QAM i els nous formats de la ranura de l'enllaç descendent associats a HSDPA.
El següent canvi requereix una nova secció de procés, anomenada el MAC-hs, que s'ha d'agregar a la targeta del canal per donar suport al processament, la memòria intermèdia, la transmissió i la retransmissió dels blocs de dades que es reben del RNC. Aquest és el canvi més significatiu a la targeta del canal perquè requereix la introducció d'una entitat de processador programable junt amb una memòria intermèdia per retransmetre.
Finalment, cal afegir en la RNC un bloc denominat MAC-d, que estableix la comunicació amb el Node-B..

## Dispositius
- Apple va anunciar el 9 de juny de 2008 el nou iPhone 3G, amb tecnologia HSDPA. Una gran millora respecte a la que feia servir anteriorment, EDGE. Amb l'aparició el 2009 del nou iPhone 3GS es va mantenir l'ús d'aquesta tecnologia. El 2010 es preveu l'aparició d'un nou model d'iPhone que assolirà majors velocitats de dades.[Cal actualitzar]
- BenQ va llançar el seu primer HSDPA, el EF91, el juliol de 2006.[Cal actualitzar]
- Blackberry va anunciar el mes de maig del 2008 l'estrena de seu primer cel·lular amb suport de HSDPA, és el primer de la sèrie 9000 i està comercialitzat amb el nom de "Bold"[Cal actualitzar]
- High Tech Computer Corporation va llançar el TYTN handset/PocketPc Phone Edition (comercialitzat com Qtek 1605 a Vodafone i SPV M3100 a Orange) que suporta HSDPA.
- LG Electronics va llançar LG Chocolate (U830) a final de 2006, que accepta una velocitat de 3.6 Mbit/s HSDPA. L'LG CU500 també suporta una velocitat HSDPA, però fins a 1.8 Mbit/S. També l'LG Ku990.[Cal actualitzar]
- Motorola va llançar tres HSDPA handsets anomenats RAZR maxx V6, RAZR V3xx, i KRZR K3 També Motorola K1.
- NEC Corporation va llançar el N902iX High Speed junt amb NTT Docomo's HSDPA network.
- Nokia va llançar el seu primer telèfon HSDPA, el Nokia N95 el març de 2007. És un dispositiu categoria 6, pel qual suporta velocitats de baixada de fins a 3.6 Mbit. Es va llançar el Nokia E90, Nokia 6120 classic i Nokia 6210 Navigator amb HSDPA. En l'actualitat[Quan?] Nokia té més de 45 equips que suporten HSDPA.[Cal actualitzar]
- Sony Ericsson va llançar el Z750. El juny de 2007 també va anunciar el K850i i el W910i que és dispositiu categoria 6, per la qual cosa suporta velocitats de descàrrega de fins a 3.6 Mbit.[Cal actualitzar]
- Samsung: Samsung F110, Samsung Omnia.[Cal actualitzar]